# İmişli (Rayon)
İmişli, auch Imishli, ist ein Rayon im Osten Aserbaidschans. Hauptstadt des Bezirks ist die Stadt İmişli. Das Gebiet grenzt im Süden an Iran.

## Geografie
Der Rayon hat eine Fläche von 1826 km². Durch das Gebiet fließen die Flüsse Aras und Kura, außerdem liegt hier der See Sarisu. Das Gebiet westlich des Aras gehört zur Mugan-Steppe, das Gebiet östlich zur Mil-Steppe. Größere Teile des Rayons liegen unterhalb des Meeresspiegels.

## Bevölkerung
Der Rayon hat 132.300 Einwohner (Stand: 2021). 2009 betrug die Einwohnerzahl 113.800. Die Einwohner verteilen sich auf die Hauptstadt und 51 weitere Orte.

## Wirtschaft
In der Region werden vor allem Getreide und Baumwolle angebaut sowie Viehzucht betrieben. Es gibt größere Ölvorkommen, Produktionsanlagen für Baustoffe und Gin.